# 락소시

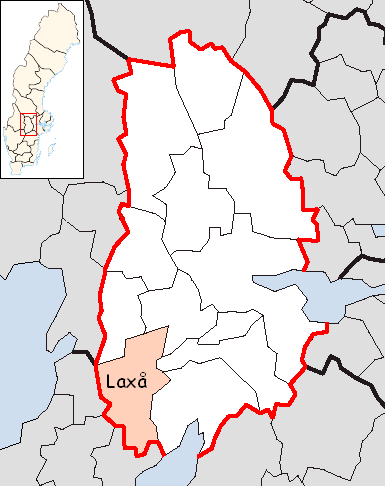
락소 시의 위치

락소시(스웨덴어: Laxå kommun)는 스웨덴 외레브로주에 위치한 지방 자치체로 행정 중심지는 락소이며 면적은 737.56km2, 인구는 5,709명(2016년 12월 31일 기준), 인구 밀도는 7.7명/km2이다.

시 문장